# Bez Ciebie (singel Dawida Kwiatkowskiego)
Bez Ciebie – pierwszy singel polskiego piosenkarza Dawida Kwiatkowskiego z jego siódmego albumu studyjnego, zatytułowanego Dawid Kwiatkowski. Singel został wydany 16 lutego 2021.
Piosenka zdobyła nagrodę Bursztynowego Słowika na festiwalu Top of the Top w Sopocie.
Kompozycja znalazła się na 2. miejscu listy AirPlay – Top, najczęściej odtwarzanych utworów w polskich rozgłośniach radiowych. Nagranie otrzymało w Polsce status potrójnego platynowego singla, przekraczając liczbę 150 tysięcy sprzedanych kopii.

## Geneza utworu i historia wydania
Utwór napisali i skomponowali Dawid Kwiatkowski, Małgorzata Uściłowska, Patryk Kumór i Dominic Buczkowski-Wojtaszek, który również odpowiada za produkcję piosenki. Piosenkarz o singlu:

»Bez Ciebie« przyszło do mnie we śnie. Obudziłem się o 3 w nocy z melodią w głowie i wiedziałem już o czym będzie ta piosenka. W naszych czasach łatwo jest nam coś zepsutego po prostu wymienić na nowe i zazwyczaj tak właśnie robimy. A co by się stało, jakbyśmy najpierw spróbowali naprawić to, co nie działa dobrze? Jaki byłby tego efekt? Spróbuj, zaryzykuj i daj drugą szanse temu, co przynosiło Ci szczęście. Właśnie o tym opowiada mój najnowszy singel, z którym wracam po blisko 2 latach muzycznej ciszy.

Singel ukazał się w formacie digital download 16 lutego 2021 w Polsce za pośrednictwem wytwórni płytowej DB4 Management w dystrybucji Warner Music Poland. Piosenka została umieszczona na siódmym albumie studyjnym Kwiatkowskiego – Dawid Kwiatkowski.
21 lutego 2021 utwór został zaprezentowany telewidzom stacji TVN w programie Dzień dobry TVN. W sierpniu za wykonanie piosenki zdobył nagrodę Bursztynowego Słowika na festiwalu Top of the Top w Sopocie. Pod koniec października 2021 singel został wykonany na żywo w ramach cyklu „#EskaLive”.
31 grudnia 2024 wystąpił z piosenką podczas Sylwestrowej Mocy Przebojów organizowanej w Toruniu i emitowanej na antenie stacji Polsat.

## „Bez Ciebie” w stacjach radiowych
Nagranie było notowane na 2. miejscu w zestawieniu AirPlay – Top, najczęściej odtwarzanych utworów w polskich rozgłośniach radiowych.

## Teledysk
Do utworu powstał teledysk w reżyserii Weroniki Ławniczak, który udostępniono w dniu premiery singla za pośrednictwem serwisu YouTube. W klipie główne role zagrali Maffashion i Michał Kot.

## Lista utworów
- Digital download[3]

1. „Bez Ciebie” – 3:18

- Digital download – Acoustic Session[11]

1. „Bez Ciebie” (Acoustic Session) – 3:31

## Notowania
| Kraj   | Lista (2021)      | Najwyższa pozycja |
| ------ | ----------------- | ----------------- |
| Polska | AirPlay – Top     | 2                 |
| Polska | AirPlay – Nowości | 1                 |

| Kraj   | Lista (2021)  | Pozycja |
| ------ | ------------- | ------- |
| Polska | AirPlay – Top | 12      |
| Polska | Lista (2022)  | Pozycja |
| Polska | AirPlay – Top | 90      |

## Certyfikaty
| Kraj          | Certyfikat         | Sprzedaż |
| ------------- | ------------------ | -------- |
| Polska (ZPAV) | 3× platynowa płyta | 150 000+ |

## Wyróżnienia
| Rok  | Konkurs                            | Kategoria                   | Rezultat    |
| ---- | ---------------------------------- | --------------------------- | ----------- |
| 2021 | Top of the Top Sopot Festival 2021 | Bursztynowy Słowik          | Wygrana     |
| 2021 | Gorąca 100                         | 100 największych hitów 2021 | 26. miejsce |
| 2021 | Przebój roku RMF FM 2021           | Przebój roku                | 1. miejsce  |